# Büttstedt
Büttstedt là một đô thị thuộc huyện Eichsfeld nước Đức. Đô thị này có diện tích 7,53 km², dân số thời điểm 31 tháng 12 năm 2006 là 970 người.